# Chris Baco
Chris Baco, född 9 april 1994 i Romsås i Groruddalen i nordöstra Oslo, är en norsk hiphop-artist. Han har totalt fått över 15 miljoner lyssningar på Spotify och har vunnit pris för låtarna "Pina Colada" (tillsammans med T-Tune) och "Hawaii". Han är även känd för att ha pratat väldigt mycket om psykisk ohälsa, vilket även utspelar sig i flera av hans låtar.
Bacos genombrott kom 2014 då han släppte låten "Upcomers" på skivbolaget Cosmos. Låten är med på ett samlingsalbum med andra norska artister och musikgrupper som Madcon, Tungevaag, Robin og Bugge, Cir.Cuz och Julie Bergan.